# 週刊ヤングフライデー
『週刊ヤングフライデー』（しゅうかんヤングフライデー）は、2016年4月1日から2024年3月29日までMBSラジオで放送されたラジオ番組。

## 概要
『アキナ・大吉洋平の「週刊ヤングマンデー」』を金曜日に枠移動させた番組。かつてアキナのパートナーであった大吉洋平（毎日放送アナウンサー）が出演できなくなったため、関西を中心に活躍する若手バンドのメンバーが、パートナーとして3ヶ月交代で出演。
2024年3月15日の放送で、同月29日をもって放送終了する事が発表された。

## コーナー
ヤンフラテレフォン
学生（小・中・高・大・予備校生・専門学校生）限定企画。学生リスナーが留守番電話のダイヤルに音声を吹き込み、電話内容に対してアキナとパートナーがトークを展開する。毎月最終金曜日は「ヤンフラテレフォンDX」と題し、学生以外も参加できるようになっている。
チャンピオンシップ大喜利ランナー
リスナーによる大喜利企画。
用意された効果音の後に続けて一言!の「オトアトペ」と、有名ヒット曲のアンサーソングを勝手に考える「勝手にアンサーソング」という2つのお題の回答を募集。加点方式のランナーズポイントをアキナやパートナーが評価するほど加えていき、半年間かけてその累積を競う。期間別のチャンピオンに輝くとそのリスナーに賞品が贈呈される。毎週途中経過のトップ5が公式LINEで公表される。
今週の◯◯
◯◯にはアキナのパートナーが所属するバンド名が入り、その最新情報などを伝えるコーナー。バンドのメンバーが全員出演することもある。

### 不定期企画
こちら茶屋高けいおん部
リスナーからのメールをもとに、パーソナリティが即興でオリジナルソングを作る。
真夜中のテレフォン
電話で話したい内容をメールしたリスナーに生電話をかけ、アキナとパートナーがトークを展開する。
KIYASU-1グランプリ
老舗和菓子店である喜八洲総本舗の商品のうち、みたらし団子・焼き餅・酒饅頭のどれが一番美味しいかを出演者が決める企画。基本的にゲスト出演があるときに行われる。ちなみに、酒饅頭が一番ではなかった場合ヤンフラスタッフの一人が不機嫌になるのがこのコーナーの通例である。
週刊ヤングフライデー 放課後
MBSラジオのYouTube公式チャンネルで不定期配信される。番組内で紹介できなかったメールの紹介や、プレゼント企画の抽選などが行われる。

### 中途終了したコーナー
ヤングスネーク杯への道
MBSラジオが毎年秋に開催する若手限定の漫才コンテスト「MBSラジオ演芸　ヤングスネーク杯」の前哨戦に当たる企画として、同コンテストの直前まで月に1回のペースで実施。同コンテストへの出場を予定している若干名のお笑い芸人が、放送中に持ちネタを披露する。
就活ヤングフライデー
リスナーの就職活動を応援する企画。スポンサーであるウイルテックの人事担当者が、学生リスナーからの就職活動に関する相談に乗る。

## 出演者

### パーソナリティ
- アキナ（2016年4月1日 - ）

### シーズンパートナー
シーズンパートナーは、担当期間終了後もゲスト出演する場合があった。
| 2016年 | 2016年             | 2016年                                 | 2016年 |
| 組数   | 出演期間           | パートナー                             | 備考   |
| ------ | ------------------ | -------------------------------------- | ------ |
| 1      | 4月1日 - 6月24日   | 白山治輝（Brian the Sun）              |        |
| 2      | 7月1日 - 9月30日   | ヒジカタナオト（ドラマチックアラスカ） |        |
| 3      | 10月7日 - 12月30日 | 横山直弘（感覚ピエロ）                 |        |

| 2017年 | 2017年             | 2017年                         | 2017年 |
| 組数   | 出演期間           | パートナー                     | 備考   |
| ------ | ------------------ | ------------------------------ | ------ |
| 4      | 1月6日 - 3月31日   | 井上拓哉（劇団Patch）          |        |
| 5      | 4月7日 - 6月30日   | 畳野彩加（Homecomings）        |        |
| 6      | 7月7日 - 9月29日   | 西村竜哉（プププランド）       |        |
| 7      | 10月6日 - 12月29日 | 粟子真行（ココロオークション） |        |

| 2018年 | 2018年             | 2018年                             | 2018年 |
| 組数   | 出演期間           | パートナー                         | 備考   |
| ------ | ------------------ | ---------------------------------- | ------ |
| 8      | 1月5日 - 3月30日   | 石川大裕（BURNOUT SYNDROMES）      |        |
| 9      | 4月6日 - 6月29日   | 和木マドカ（THE TOMBOYS）          |        |
| 10     | 7月6日 - 9月28日   | ムツムロアキラ（ハンブレッダーズ） |        |
| 11     | 10月5日 - 12月28日 | 金城昌秀（愛はズボーン）           |        |

| 2019年 | 2019年             | 2019年                       | 2019年 |
| 組数   | 出演期間           | パートナー                   | 備考   |
| ------ | ------------------ | ---------------------------- | ------ |
| 12     | 1月4日 - 3月29日   | もっさ（ネクライトーキー）   |        |
| 13     | 4月5日 - 6月28日   | 平部雅洋（reGretGirl）       |        |
| 14     | 7月5日 - 9月27日   | 須田亮太（ナードマグネット） |        |
| 15     | 10月4日 - 12月27日 | 植村あかり（Juice=Juice）    |        |

| 2020年 | 2020年             | 2020年                           | 2020年 |
| 組数   | 出演期間           | パートナー                       | 備考   |
| ------ | ------------------ | -------------------------------- | ------ |
| 16     | 1月17日 - 3月27日  | 武市和希（mol-74）               |        |
| 17     | 4月3日 - 6月26日   | 長谷川海（ドラマストア）         |        |
| 18     | 7月3日 - 9月25日   | おーちくん（超能力戦士ドリアン） |        |
| 19     | 10月2日 - 12月25日 | リコ（ヤユヨ）                   |        |

| 2021年 | 2021年             | 2021年                   | 2021年 |
| 組数   | 出演期間           | パートナー               | 備考 |
| ------ | ------------------ | ------------------------ | --- |
| 20     | 1月8日 - 3月26日   | 平沢あくび（ニガミ17才） | 東京都在住のため、新型コロナウイルス感染症に伴う緊急事態宣言が発出されていた間はリモートでの出演となり、毎日放送本社のスタジオ出演は出演期間中わずか5回に留まった。 |
| 21     | 4月2日 - 6月25日   | mihoro*                  | |
| 22     | 7月2日 - 9月24日   | 藤澤信次郎（浪漫革命）   | |
| 23     | 10月1日 - 12月31日 | 杉野泰誠（climbgrow）    | |

| 2022年 | 2022年             | 2022年             | 2022年 |
| 組数   | 出演期間           | パートナー         | 備考   |
| ------ | ------------------ | ------------------ | ------ |
| 24     | 1月7日 - 3月25日   | ひらめ             |        |
| 25     | 4月1日 - 6月24日   | ナナヲアカリ       |        |
| 26     | 7月1日 - 9月30日   | Fujimon（AIRFLIP） |        |
| 27     | 10月7日 - 12月30日 | 崎山蒼志           |        |

| 2023年 | 2023年             | 2023年                       | 2023年 |
| 組数   | 出演期間           | パートナー                   | 備考   |
| ------ | ------------------ | ---------------------------- | ------ |
| 28     | 1月6日 - 3月31日   | コレサワ                     |        |
| 29     | 4月7日 - 6月30日   | asmi                         |        |
| 30     | 7月7日 - 9月29日   | ちとせみな（カネヨリマサル） |        |
| 31     | 10月6日 - 12月22日 | 竹内アンナ                   |        |

| 2024年 | 2024年           | 2024年                   | 2024年 |
| 組数   | 出演期間         | パートナー               | 備考   |
| ------ | ---------------- | ------------------------ | ------ |
| 32     | 1月5日 - 3月29日 | 金原遼希（YUTORI-SEDAI） |        |